# 乔治·斯内尔
乔治·斯内尔（英語：George D. Snell，1903年12月19日—1996年6月6日），美国遗传学家，免疫遗传学奠基人，美国科学院院士，生于美国马萨诸塞州布拉德福德。
他的主要成就是发现了控制器官和组织移植排斥反应的主要组织相容性复合体（MHC）H-2系统，这项研究为现代移植医学奠定了基础。斯内尔的研究极大地促进了对免疫系统如何识别自我和非自我的理解，对移植手术和自体免疫疾病的研究产生了深远影响。他在约翰逊实验室（Jackson Laboratory）工作了大半生，对小鼠遗传学的贡献尤为重要。

## 生平
斯内尔教授于1926年在达特茅斯学院获理学学士学位，主修遗传学和数学。1930年在哈佛大学获理学博士（Sc.D）。1931－1933年，在德州大学跟随著名遗传学家和诺贝奖获得者穆勒（Herman Muller）作博士后研究工作，在这里他的主要工作是对X射线引起的哺乳动物染色体之间发生相互易位（reciprocal    translocations）进行遗传学分析，这为其日后研究影响小鼠免疫系统的遗传学因素奠定了坚实的基础。从1935年起，斯内尔教授来到位于缅因州巴港的美国著名生物学实验室约翰逊实验室（The Jackson Laboratory），并在这里从事了最终导致他获得诺贝尔生理医学奖的主要工作。
1970年，他当选为美国国家科学院院士。
1980年，卡罗琳医学院将诺贝尔生理学或医学奖授予斯内尔博士，巴茹·贝纳塞拉夫博士和多塞博士，以表彰他们“控制调节免疫反应的细胞表面的遗传学基础（主要溶组织性抗原复合体）”。
斯内尔教授于1996年6月6日在巴港逝世。

## 私生活
斯内尔教授爱好广泛，一生酷爱音乐和运动。在约翰逊实验室时，他最喜欢滑雪和打网球。他在巴港遇到罗达·卡森（Rhoda Carson）并与结为夫妇。他们育有三子：托马斯（Thomas）、罗伊（Roy）和彼得（Peter）。

## 其他奖励
- 1976年－获盖尔德纳国际奖（Gairdner Foundation Award）
- 1978年－获美国癌症学会奖（National Cancer Institute Award）
- 1978年－获沃尔夫医学奖（Wolf Prize in Medicine）